# Neussargues-Moissac

Neussargues-Moissac este o comună în departamentul Cantal, Franța. În 2009 avea o populație de 959 de locuitori.